# 原宿 (相模原市)
原宿（はらじゅく）は、神奈川県相模原市緑区の地名。現行行政地名は原宿一丁目から原宿五丁目。住居表示実施済区域。

## 概要
神奈川県相模原市の中央部、2006年・2007年に実施された旧津久井郡4町との合併以前の旧市域の北西に位置する。
国道413号が中央部を通り、原宿南、二本松、相原、町屋、久保沢、向原と接している。

### 地価
住宅地の地価は、2023年（令和5年）7月1日の公示地価によれば、原宿5-10-4の地点で13万円/m2となっている。

## 世帯数と人口
2020年（令和2年）10月1日現在（国勢調査）の世帯数と人口（総務省調べ）は以下の通りである。
| 丁目       | 世帯数    | 人口    |
| ---------- | --------- | ------- |
| 原宿一丁目 | 279世帯   | 619人   |
| 原宿二丁目 | 264世帯   | 585人   |
| 原宿三丁目 | 150世帯   | 364人   |
| 原宿四丁目 | 606世帯   | 1,461人 |
| 原宿五丁目 | 446世帯   | 1,147人 |
| 計         | 1,745世帯 | 4,176人 |

### 人口の変遷
国勢調査による人口の推移。なお、2005年までは城山町の時の情報を掲載している。
| 年                 | 人口  |
| ------------------ | ----- |
| 1995年（平成7年）  | 4,056 |
| 2000年（平成12年） | 4,159 |
| 2005年（平成17年） | 4,190 |
| 2010年（平成22年） | 4,318 |
| 2015年（平成27年） | 4,392 |
| 2020年（令和2年）  | 4,176 |

### 世帯数の変遷
国勢調査による世帯数の推移。なお、2005年までは城山町の時の情報を掲載している。
| 年                 | 世帯数 |
| ------------------ | ------ |
| 1995年（平成7年）  | 1,350  |
| 2000年（平成12年） | 1,449  |
| 2005年（平成17年） | 1,525  |
| 2010年（平成22年） | 1,701  |
| 2015年（平成27年） | 1,724  |
| 2020年（令和2年）  | 1,745  |

## 学区
市立小・中学校に通う場合、学区は以下の通りとなる（2018年2月時点）
| 丁目       | 番地 | 小学校               | 中学校                 |
| ---------- | ---- | -------------------- | ---------------------- |
| 原宿一丁目 | 全域 | 相模原市立川尻小学校 | 相模原市立相模丘中学校 |
| 原宿二丁目 | 全域 | 相模原市立川尻小学校 | 相模原市立相模丘中学校 |
| 原宿三丁目 | 全域 | 相模原市立川尻小学校 | 相模原市立相模丘中学校 |
| 原宿四丁目 | 全域 | 相模原市立川尻小学校 | 相模原市立相模丘中学校 |
| 原宿五丁目 | 全域 | 相模原市立川尻小学校 | 相模原市立相模丘中学校 |

## 事業所
2021年（令和3年）現在の経済センサス調査による事業所数と従業員数は以下の通りである。
| 丁目       | 事業所数  | 従業員数 |
| ---------- | --------- | -------- |
| 原宿一丁目 | 18事業所  | 98人     |
| 原宿二丁目 | 23事業所  | 260人    |
| 原宿三丁目 | 30事業所  | 418人    |
| 原宿四丁目 | 21事業所  | 73人     |
| 原宿五丁目 | 25事業所  | 123人    |
| 計         | 117事業所 | 972人    |

### 事業者数の変遷
経済センサスによる事業所数の推移。
| 年                 | 事業者数 |
| ------------------ | -------- |
| 2016年（平成28年） | 124      |
| 2021年（令和3年）  | 117      |

### 従業員数の変遷
経済センサスによる従業員数の推移。
| 年                 | 従業員数 |
| ------------------ | -------- |
| 2016年（平成28年） | 992      |
| 2021年（令和3年）  | 972      |

## 交通

### 鉄道
地内に鉄道は通過していない。

### 路線バス
- 神奈川中央交通
  - 橋本駅南口 - 葉山 - 小沢・田名バスターミナル
  - 橋本駅北口・南口 - 三ヶ木・若葉台住宅・城山・鳥居原ふれあいの館・法政大学・東京家政学院
  - 橋本駅南口 - 原宿五丁目・上大島

### 道路
- 国道413号
- 神奈川県道506号

## 施設
- 津久井警察署 城山交番
- エコス 城山店
- 業務スーパー 城山店
- 神奈川つくい農業協同組合 原宿支店

## その他

### 日本郵便
- 郵便番号 : 252-0102[3]（集配局 : 橋本郵便局[15]）。